# Corridor de Dantzig

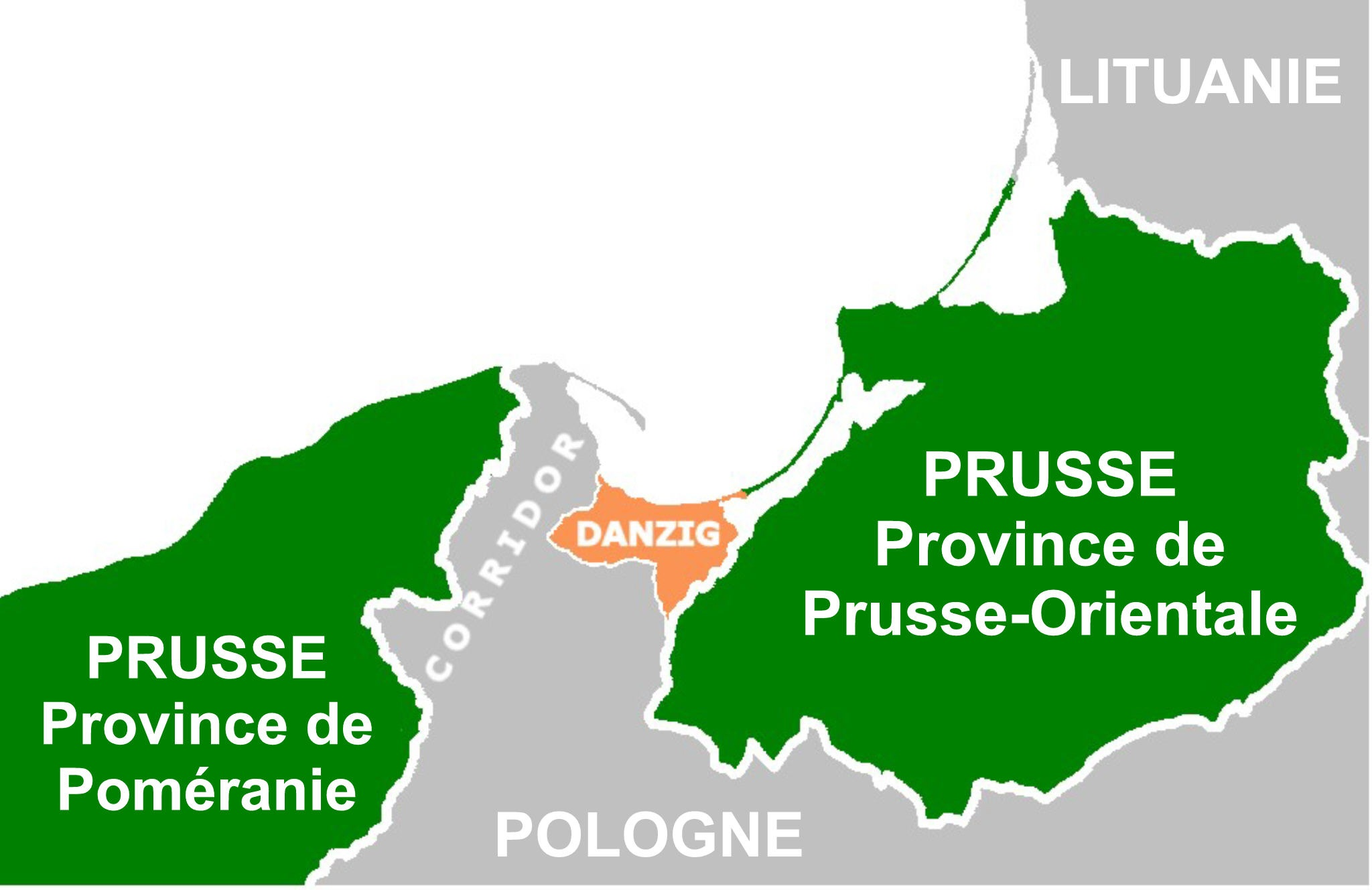
Le corridor de Dantzig.

Le couloir de Dantzig ou corridor de Dantzig, appelé aussi dans une certaine historiographie anglophone « corridor polonais », est un terme employé pendant l’entre-deux-guerres pour désigner la bande de territoire située à l’ouest du territoire de la ville libre de Dantzig. Ce corridor permettait à la république de Pologne, nouvellement créée à l’issue de la Première Guerre mondiale, de disposer d’un accès à la mer Baltique.

## Création
À la suite du traité de Versailles de 1919, ce territoire en partie germanophone, composé principalement de l’ancienne Prusse royale et d'une partie de la province de Posnanie, séparait la Prusse-Orientale du reste de l’Allemagne.
La proposition de donner à la Pologne un accès à la Baltique était le treizième des quatorze points formulés par le président américain Woodrow Wilson :

« 13. Un État polonais indépendant devrait être créé, qui inclurait les territoires habités par des populations indiscutablement polonaises, auxquelles on devrait assurer un libre accès à la mer, et dont l'indépendance politique et économique ainsi que l'intégrité territoriale devraient être garanties par un accord international. »

Revendiqué et repris par l'Allemagne nazie, il fut définitivement attribué à la Pologne à l'issue de la Seconde Guerre mondiale et ses habitants germanophones déportés vers l'Allemagne d'après guerre.

## Population
| Commune                                | Population | Population allemande | Pourcentage de population |
| -------------------------------------- | ---------- | -------------------- | ------------------------- |
| Działdowo (Soldau)                     | 23 290     | 8 187                | 34,5 %                    |
| Lubawa (Löbau)                         | 59 765     | 4 478                | 7,6 %                     |
| Brodnica (Strasburg)                   | 61 180     | 9,599                | 15,7 %                    |
| Wąbrzeźno (Briesen)                    | 47 100     | 14 678               | 31,1 %                    |
| Toruń (Thorn)                          | 79 247     | 16 175               | 20,4 %                    |
| Chełmno (Kulm)                         | 46 823     | 12 872               | 27,5 %                    |
| Świecie (Schwetz)                      | 83 138     | 20 178               | 20,3 %                    |
| Grudziądz (Graudenz)                   | 77 031     | 21 401               | 27,8 %                    |
| Tczew (Dirschau)                       | 62 905     | 7 854                | 12,5 %                    |
| Wejherowo (Neustadt)                   | 71 692     | 7 857                | 11,0 %                    |
| Kartuzy (Karthaus)                     | 64 631     | 5 037                | 7,8 %                     |
| Kościerzyna (Berent)                   | 49 935     | 9 290                | 18,6 %                    |
| Starogard Gdański (Preußisch Stargard) | 62 400     | 5 946                | 9,5 %                     |
| Chojnice (Konitz)                      | 71 018     | 13 129               | 18,5 %                    |
| Tuchola (Tuchel)                       | 34,445     | 5 660                | 16,4 %                    |
| Sępólno Krajeńskie (Zempelburg)        | 27 876     | 13 430               | 48,2 %                    |
| Total                                  | 922 476    | 175 771              | 19,1 %                    |

## Plébiscites et diplomatie
Il y eut des plébiscites le 11 juillet 1920 dans les parties de la Prusse-Occidentale qui se trouvaient à l'est de la Vistule et dans le sud de la Prusse-Orientale, pour décider de leur appartenance au Reich allemand ou à la Pologne. En Prusse-Occidentale, 92 % et en Prusse-Orientale, 98 % de la population voulurent rester allemands. Le secteur entourant Marienwerder fut en conséquence rattaché à la Prusse-Orientale restée allemande en tant que Regierungsbezirk Westpreußen. L’ensemble formé par la ville libre de Dantzig et la Prusse-Orientale était séparé par le couloir du reste du Reich allemand. Les Allemands restés dans les territoires devenus polonais se plaignaient d’être exposés à des représailles et à des vexations.
De longues négociations autour des droits de transit de l’Allemagne à travers le Corridor n’aboutirent pas. Toutefois le pacte de non-agression germano-polonais de 1934 amena un apaisement sensible et le gouvernement allemand n’insista pas sur les difficultés qui subsistaient. La possibilité de récupérer le couloir de Dantzig par une guerre était cependant toujours envisagée comme le montre le protocole Hossbach.

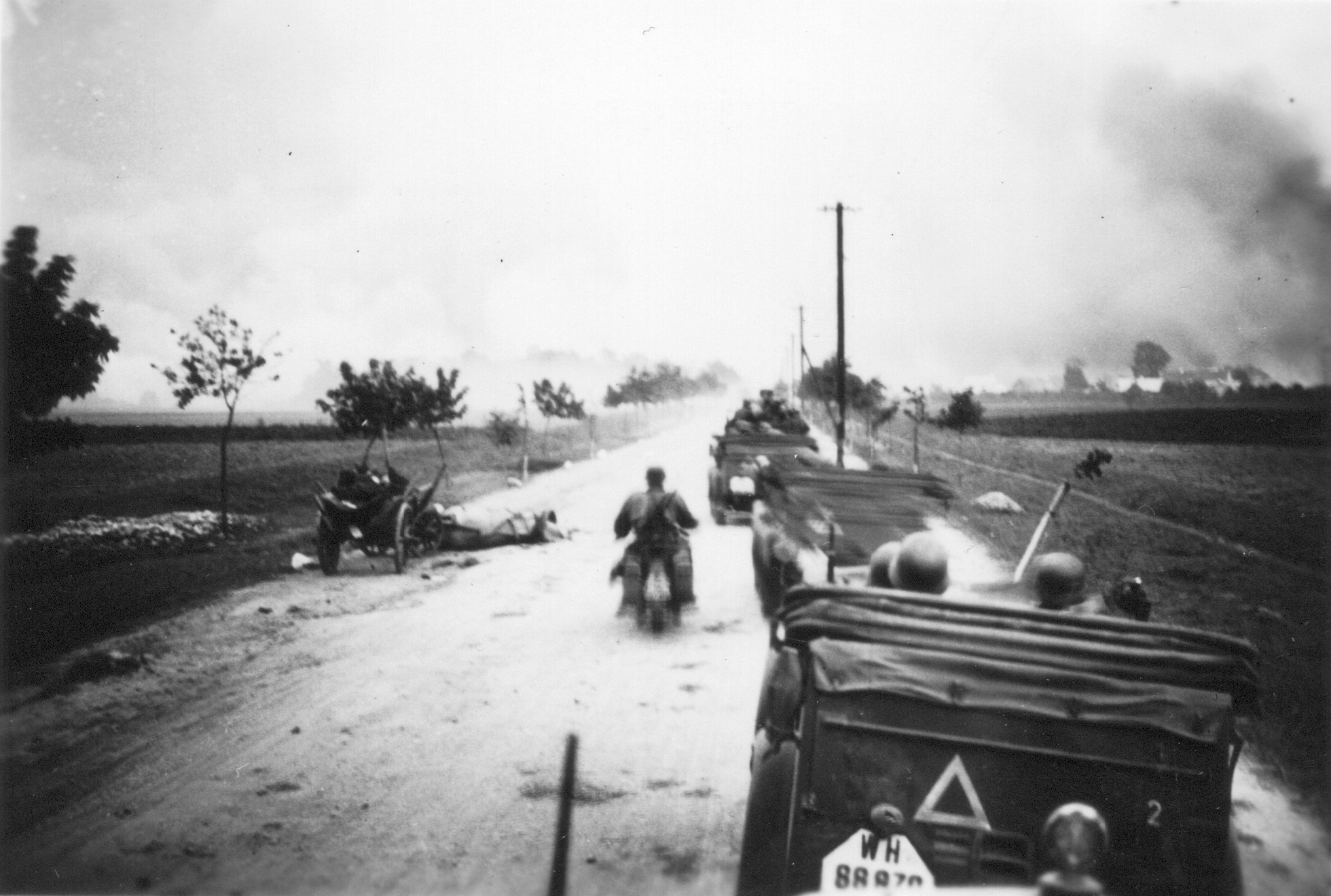
L'armée allemande dans le Corridor en septembre 1939.

À la suite des accords de Munich à la fin de 1938, où il avait assuré au dirigeant britannique Chamberlain qu'il ne formulerait plus d'exigences territoriales en Europe, Hitler remit brutalement sur le tapis la question du corridor et de Dantzig. Entre autres, l’Allemagne exigeait à présent que fût revue la délimitation des frontières du traité de Versailles et, en raison de prétendues vexations subies par la minorité allemande dans ces secteurs, qu'un règlement assurât les droits des minorités. Hitler exigeait un plébiscite sur l'appartenance de ces territoires et proposait d'accorder comme compensation une autoroute extraterritoriale à travers le couloir à l'État qui perdrait le plébiscite. Comme la Pologne rejetait les exigences allemandes, notamment parce qu'elles menaçaient la Pologne de satellisation, Hitler en profita pour faire monter la tension entre les deux pays. Cette polémique autour du couloir de Dantzig était en arrière-plan derrière la fausse attaque de l'émetteur de Gleiwitz le 31 août 1939. L'attaque qui suivit sur la Westerplatte près de Dantzig, suivie de la déclaration de guerre à l'Allemagne par la Grande-Bretagne (conformément à la garantie de sécurité donnée à la Pologne le 31 mars 1939) et par la France, le 3 septembre 1939, marqua le commencement de la Seconde Guerre mondiale.